# Cidariophanes subflavata
Cidariophanes subflavata là một loài bướm đêm trong họ Geometridae.